# Sandu Popescu
Sandu Popescu (ur. 1956 w Oradei) – rumuńsko-brytyjski fizyk specjalizujący się w fizyce kwantowej.
Znany z badań nad informacją kwantową, splątaniami kwantowymi i nielokalnością. Wykazał generyczność nielokalności w fizyce kwantowej. Udowodnił zastosowanie praw termodynamiki w świecie cząstek elementarnych; udowodnił, że praktycznie każdy układ kwantowy oddziałujący z większym układem (kąpielą) osiąga stan równowagi i pozostaje blisko niego przez cały czas. Wraz z Jakirem Aharonowem tworzył prace teoretyczne na temat przepływu wstecznego w mechanice kwantowej. Zajmował się badaniami z użyciem pre- i postselekcji zgodnie z teorią słabych pomiarów.
Badał również możliwości występowania splątań kwantowych w układach biologicznych. Współautor nierówności Collinsa-Gisina-Lindena-Massara-Popescu będącej uogólnieniem nierówności  Clausera-Horne'a-Shimony'ego-Holta (CHSH) będącej ulepszoną, możliwą do eksperymentalnej weryfikacji, wersją twierdzenia Bella. Współtworzył metodę destylacji splątania kwantowego. Wraz z m.in. Deutschem i Ekertem stworzył nowy protokół kryptograficzny, będący jednym z pierwszych zapewniających bezpieczeństwo kryptologii kwantowej w nieidealnych, rzeczywistych warunkach. Wspólnie z Danielem Rohrlichem wykazał, że bez naruszenia szczególnej teorii względności mogą istnieć nielokalne korelacje silniejsze niż te, których istnienie zakłada się w mechanice kwantowej. Korelacje te, nazywane korelacjami Popescu-Rohrlicha, nie zostały potwierdzone eksperymentalnie – ich odnalezienie mogłoby dowodzić błędów w teorii mechaniki kwantowej.
Wraz z Jakirem Aharonowem w 2012 roku odkrył zjawisko kwantowego kota z Cheshire polegające na oddzieleniu cząstki elementarnej od jej właściwości fizycznych.
W 1997 roku (równolegle z Zeilingerem) kierował grupą badawczą, która przeprowadziła pierwszy udany eksperyment dotyczący teleportacji kwantowej.
Wraz z Aharonowem stworzył artykuł postulujący kwantowe naruszenie zasady szufladkowej, opierający się na klasycznej interpretacji mechaniki kwantowej (eksperyment myślowy). Współtworzył artykuł dotyczący najmniejszej możliwej lodówki, skonstruowanej z kilku cząstek (a w wersji teoretycznej również tylko z jednego kutritu) i osiągającej temperaturę bliską zeru bezwzględnemu.
W 2016 roku za fundamentalne i wpływowe badania nad nielokalnością oraz wkład w podstawy fizyki kwantowej otrzymał Nagrodę i Medal Diraca (IOP). Członek Royal Society.